# Airdrie
Airdrie este un oraș în Alberta, Canada, localizat la nord de Calgary. Orașul Airdrie face parte din Zona Metropolitană Calgary și este membrul Parteneriatului Regional Calgary (CRP). Datorită apropierii sale de Calgary, populația orașului a explodat în ultimii ani. Limitele orașului sunt complet așezate în Rocky View County.
La recensământul din Canada din 2006 a fost raportată o populație de 28 927 persoane.  În 2010, populația orașului era de 39 822.